# Un bar la Folies Bergère
Un bar la Folies Bergère este o pictură în ulei pe pânză din 1882 a pictorului francez Édouard Manet, fiind considerată ultima sa lucrare importantă. A fost pictată în 1882 și expusă la Salonul de la Paris din acel an. Înfățișează o scenă din clubul de noapte Folies Bergère din Paris. Pictura a aparținut inițial compozitorului Emmanuel Chabrier, un prieten apropiat al lui Manet și a fost expus deasupra pianului său. Acum este în Galeria Courtauld din Londra.